# Alexandre Grendene Bartelle
Alexandre Grendene Bartelle (Farroupilha, 23 de janeiro de 1950) é um empresário bilionário brasileiro, bacharel em Direito pela Universidade de Caxias do Sul. Em 1971, co-fundou a Grendene, a maior fabricante mundial de sandálias, com seu irmão, Pedro Grendene Bartelle. De acordo com a Forbes, ele possui um patrimônio no valor de US$1,7 bilhões, na data de setembro de 2022.
Listado em 2016 entre os 70 maiores bilionários do Brasil pela revista Forbes.

## Biografia

### Início da vida e educação
Alexandre Bartelle nasceu em 23 de janeiro de 1950, em Farroupilha. Tem um irmão gêmeo, Pedro Grendene Bartelle, sócio na Grendene. Quando criança, ele teve a inspiração de seu avô, um "próspero empresário que ajudou a iniciar o seu próprio negócio, antes de completar 20 anos." Estudou na Universidade de Caxias do Sul, formando-se bacharel em Direito.

### Carreira
Em 1971, Alexandre e Pedro co-fundou a Grendene. Seu avô emprestou capital para a compra de máquinas injetoras de plástico e para contratação de cinco empregados. A empresa se tornou a maior fabricante mundial de sandálias e uma das maiores fabricantes de calçados e exportadores no Brasil.

### Vida pessoal
Bartelle atualmente mora em Porto Alegre e tem sete filhos. Em 2015, ele doou fundos para a construção de um hospital veterinário em Porto Alegre. Em 2019 juntamente com sua esposa Nora Teixeira, Alexandre Grendene oficializou a doação de R$ 40 milhões para que o Complexo Hospitalar da Santa Casa de Porto Alegre construa um novo hospital que atenderá pacientes do SUS.
 É dono de uma edição limitada  do iate da linha 199 e um Falcon 7X jet.